# Paul Gaudoin
Paul Charles Gaudoin (* 12. August 1975 in Perth) ist ein ehemaliger australischer Hockeyspieler, der mit der Australischen Hockeynationalmannschaft 1996 und 2000 Olympiadritter war. 1994 war er Weltmeisterschaftsdritter und 2002 Weltmeisterschaftszweiter.

## Sportliche Karriere
Paul Gaudoin trat in 234 Länderspielen für Australien an und erzielte 27 Tore.
Sein erstes großes Turnier war die Weltmeisterschaft 1994 in Sydney. In der Vorrunde belegten die Australier den zweiten Platz hinter der Mannschaft Pakistans. Nach einer Halbfinalniederlage gegen die Niederländer siegten die Australier im Spiel um den dritten Platz gegen die Deutschen. Zwei Jahre später bei den Olympischen Spielen 1996 in Atlanta qualifizierten sich die Australier trotz einer Vorrundenniederlage gegen die Niederländer für das Halbfinale. Nach der 1:2-Halbfinalniederlage gegen die Spanier trafen die Australier im Spiel um Bronze auf die Deutschen und gewannen mit 3:2. Gaudoin erzielte im Halbfinale das einzige Tor der Australier.
1998 bei der Weltmeisterschaft in Utrecht gewannen die Australier ihre Vorrundengruppe vor den Spaniern, unterlagen aber im Halbfinale der niederländischen Mannschaft mit 2:6. Einmal mehr trafen die Australier im Spiel um den dritten Platz auf die Deutschen und diesmal unterlagen die Australier. Im September 1998 fanden in Kuala Lumpur die Commonwealth Games statt, bei denen erstmals Hockey auf dem Programm stand. Im Finale siegten die Australier mit 4:0 gegen die Auswahl Malaysias. Bei den Olympischen Spielen 2000 in Sydney gewannen die Australier ihre Vorrundengruppe mit drei Siegen und zwei Unentschieden. Im Halbfinale gegen die Niederländer stand es am Ende 0:0 und durch Penaltyschießen erreichten die Niederländer das Finale. Die Australier siegten im Kampf um Bronze gegen die pakistanische Mannschaft mit 6:3. Gaudoin wirkte in allen Spielen mit, erzielte keinen Treffer und war auch beim Penaltyschießen im Halbfinale nicht dabei.
Bei der Weltmeisterschaft 2002 in Kuala Lumpur war Gaudoin Kapitän der australischen Mannschaft. Das Team schloss die Vorrundengruppe auf dem ersten Platz ab und siegte im Halbfinale mit 4:1 gegen die Niederländer. Im Finale gewann die deutsche Mannschaft mit 2:1. Im europäischen Sommer 2002 gewannen die Australier im Finale der Commonwealth Games in Manchester mit 5:2 gegen die Neuseeländer.
Von 2016 bis 2021 war Paul Gaudoin Trainer der Hockeyroos, der Australischen Damen-Nationalmannschaft. In dieser Zeit erreichte das Team den vierten Platz bei der Weltmeisterschaft 2018 und den zweiten Platz bei den Commonwealth Games 2018. Nur wenige Monate vor den Olympischen Spielen in Tokio trat er zurück, nachdem es aus der Mannschaft zu Kritik an den Umgangsformen im Umfeld der Hockeyroos gekommen war. Seine Nachfolgerin wurde im März 2021 Katrina Powell.